# Halicyclops longifurcatus
Halicyclops longifurcatus is een eenoogkreeftjessoort uit de familie van de Halicyclopidae. De wetenschappelijke naam van de soort is voor het eerst geldig gepubliceerd in 1996 door Pesce, De Laurentiis & Humphreys.